# Un palco lungo... 20 anni!
Un palco lungo... 20 anni! è un album live di Marco Masini, pubblicato il 23 novembre 2010 per festeggiare i 20 anni di carriera del cantautore italiano.
L'album comprende due CD ed un DVD, contenenti la registrazione del concerto svoltosi il 14 maggio 2009 al Nelson Mandela Forum di Firenze.
L'album entra direttamente alla posizione numero 24 della classifica ufficiale degli album più venduti in Italia.

## Tracce

### CD 1
1. No professore!
2. L'Italia
3. E ti amo
4. Ti vorrei
5. Cenerentola innamorata
6. Disperato
7. Lontano dai tuoi angeli
8. Beato te
9. Gli anni che non hai
10. Com'è bella la vita
11. Ci vorrebbe il mare
12. Medley acustico (Abbracciami - Vai con lui - Cuccioli - Principessa)
13. Caro babbo

### CD 2
1. Fino a tutta la vita che c'è
2. Le ragazze serie
3. T'innamorerai
4. Medley elettrico (Malinconoia - La libertà - Raccontami di te - Perché lo fai)
5. Fuori di qui
6. Il niente
7. L'uomo volante
8. Il giardino delle api
9. Bella stronza
10. Vaffanculo

### DVD
1. No professore!
2. L'Italia
3. E ti amo
4. Ti vorrei
5. Cenerentola innamorata
6. Disperato
7. Lontano dai tuoi angeli
8. Beato te
9. Gli anni che non hai
10. Com'è bella la vita
11. Ci vorrebbe il mare
12. Medley acustico (Abbracciami - Vai con lui - Cuccioli - Principessa)
13. Caro babbo
14. Fino a tutta la vita che c'è
15. Le ragazze serie
16. T'innamorerai
17. Medley elettrico (Malinconoia - La libertà - Raccontami di te - Perché lo fai)
18. Fuori di qui
19. Il niente
20. L'uomo volante
21. Il giardino delle api
22. Bella stronza
23. Vaffanculo

## Classifiche
| Classifica (2010) | Posizione massima |
| ----------------- | ----------------- |
| Italia            | 24                |